# Johann Friedrich Carl Rothe
Johann Friedrich Carl Rothe (* 1758 in Anhalt-Dessau; † 1. August 1833 in Berlin) war ein preußischer Bergrat und Geheimer Oberbaurat.
Er trat 1785 in den preußischen Dienst und wurde aufgrund seiner fundierten Kenntnisse im Bergfach 1789 zum Bergrat beim Alvenslebenschen Berg- und Hüttenwerk ernannt. Nach einem Examen in Bausachen im Herbst 1796 wurde er im Dezember d. J. zum Oberbaurat und Mitglied des Oberbaudepartements ernannt, wo er die Nachfolge des verstorbenen Jacob Wilhelm Mencelius antrat. Rothe heiratete Anfang 1802 Charlotte Friederike Amalie, Tochter des Finanzrats Morgenländer. 1827 nahm er als Geheimer Oberbaurat seinen Abschied.